# Ганеша-сахасранама
Шри Гане́ша-саха́сранама-стотра́ (санскр. श्री गणेश सहस्रनाम स्तोत्रम्; IAST: śrī gaṇeśa sahasranāma stotraṃ — Тысячеимённое восхваление Владыки Ганов) — ритуальный индуистский текст, посвящённый одному из самых популярных божеств индуизма — Ганеше. Этот текст читается ежедневно и по праздникам во многих храмах, которые посвящены Ганеше и его ипостасям: Ганапатье, Винаяке и т. д.; во время домашних богослужений; в индивидуальной практике почитания как самого Ганеши, так и его жён и сыновей. Эта сахасранама также популярна в среде шиваитов и шактов — её часто читают в храмах, посвящённых Шиве и Парвати, во время праздников, посвящённых Ганеше. Именно из текста Ганеша-сахасранамы взята мантра «oṃ gaṇeśāya namaḥ», которая обычно читается как перед началом богослужения, учёбы, так и просто перед началом любого дела.
Существуют две независимые друг от друга версии Ганеша-сахасранамы, каждая со своими вариациями.
- Первая находится в 46-й главе Ганеша-пураны (одна из упа-пуран), одного из основных писаний школы Ганапатьев. В ней последовательно перечисляются 1000 имен Ганеши. Существует несколько редакций Ганеша-пураны, поэтому список имён немного отличается в различных редакциях. К версии Ганеша Сахасранамы из Ганеша-пураны Бхаскарарайя Макхин[1] написал комментарий под названием «khadyota» (Светлячок), обыгрывая двойное значение слова «khadyota»; во вступлении к тексту комментария пояснил, что:

«этот комментарий краток и несущественен, как светлячок (khadyota); но для преданных он будет сиять как Солнце (khadyota)».
- Вторая версия Ганеша-сахасранамы представляет собою список имён Ганеши, начинающихся на букву «Г» (ग्). Список имён и сама структура текста не имеют никакого сходства с текстом Ганеша-сахасранамой из Ганеша-пураны.

Обе версии Ганеша-сахасранамы имеют редакции сахасранама-стотра-вали, когда имена приводятся в дательном падеже с добавлением «oṃ» перед именем и «namaḥ» — после имени.